# Tadeusz Pawlusiak
Tadeusz Pawlusiak (* 9. August 1946 in Wilkowice; † 16. April 2011 ebenda) war ein polnischer Skispringer. Er war zweifacher Polnischer Meister und nahm 1972 und 1976 an den Olympischen Winterspielen teil.

## Werdegang
Tadeusz Pawlusiak entstammte einer Wintersportfamilie und war der Älteste von fünf Geschwistern, die alle erfolgreich für Polen im Nordischen Skisport aktiv waren. So war seine Schwester Anna Pawlusiak erfolgreiche Skilangläuferin, sein Bruder Stanisław Pawlusiak ebenfalls Skispringer und Józef Pawlusiak war Nordischer Kombinierer. Bruder Peter Pawlusiak war Trainer in Zakopane. Wie seine Geschwister war er zuletzt Mitglied des Vereins BBTS Włókniarz Bielsko-Biała. Pawlusiak begann 1959 mit dem Skisport und trainierte anfangs in der Nordischen Kombination. Nachdem er jedoch mit guten Sprungleistungen auffiel, konzentrierte er sich darauf und wurde 1965 Mitglied des polnischen Nationalkaders. 1969 gewann er seinen ersten Polnischen Meistertitel. Im Winter 1969/70 nahm er erstmals an den großen Springertourneen teil. Bei der Springertournee der Freundschaft wurde er Siebenter in der Gesamtwertung. Bei seiner ersten Vierschanzentournee 1969/70 sprang er in Innsbruck überraschend auf den achten Platz und wurde am Ende 24. der Gesamtwertung. Bei den Nordischen Skiweltmeisterschaften 1970 wurde er 12. im Einzel. Im Teamspringen, welches erstmals als Demonstrationswettbewerb stattfand, erreichte er gemeinsam mit Stanisław Gąsienica Daniel, Józef Przybyła und Adam Krzysztofiak den fünften Rang. Nach der Weltmeisterschaft reiste Pawlusiak in die Vereinigten Staaten zum Skifliegen nach Ironwood. Dabei stürzte er im Training schwer und musste den Rest des Winters pausieren.
Die Vierschanzentournee 1970/71 begann für Pawluisiak mit dem dritten Platz in Oberstdorf. Diese Leistung konnte er jedoch nicht halten und wurde am Ende nur Siebenter der Gesamtwertung. Wenig später gewann er die Armee-Spartakiade in Zakopane und wurde zudem polnischer Vizemeister. Bei der Vierschanzentournee 1971/72 wurde er 27. der Gesamtwertung. Im letzten Springen brach er sich dabei die Hüfte, weshalb ein Start bei den Olympischen Winterspielen 1972 in Sapporo noch in Frage stand. Die Verletzung heilte aber schnell, weshalb er in Japan an den Start gehen konnte. Er wurde 32. von der Normal- und 18. von der Großschanze. Wenig später sicherte er sich Bronze bei den Polnischen Meisterschaften. In der Folge erhielt er einen Startplatz für die Skiflug-Weltmeisterschaft 1972 in Planica, sagte seine Teilnahme nach seiner Verletzung von Ironwood zwei Jahre zuvor ab.
Nach einem weniger erfolgreichen Winter 1972/73, bei dem er lediglich seinen zweiten und letzten nationalen Meistertitel erreichte, wurde er bei der Vierschanzentournee 1973/74 Elfter der Gesamtwertung. Seine beste Einzelplatzierung war ein achter Platz in Oberstdorf auf der Schattenbergschanze. Erneut wurde er in diesem Winter Vizemeister auf der K70 und Bronzegewinner auf der K90 bei den Polnischen Meisterschaften. Bei den Nordischen Skiweltmeisterschaften 1974 im schwedischen Falun wurde er Zehnter. Erneut zog er sich jedoch einen Bruch der Hüfte zu. Nach einer ganzen Saison Pause auf internationaler Ebene kam er zum Winter 1975/76 zurück in den Nationalkader. Bei der Vierschanzentournee 1975/76 wurde er 17., wobei er mit Rang sieben in Innsbruck seine beste Einzelplatzierung der Saison erreichte. Bei den Olympischen Winterspielen 1976 in Innsbruck belegte er die Plätze 31 und 52.
1979 beendete Pawlusiak seine aktive Skisprungkarriere im Alter von 33 Jahren. Er übernahm in der Folge die Cheftrainerposition in seinem Heimatverein. Pawlusiak war verheiratet und hat einen Sohn, welcher ebenfalls im Skisport aktiv ist. Er lebte bis zu seinem Tod 2011 in seiner Geburtsstadt Wilkowice und führte dort ein eigenes Unternehmen. Er wurde am 20. April auf dem städtischen Friedhof von Wilkowice beigesetzt.

## Statistik

### Vierschanzentournee-Platzierungen
| Saison  | Platz | Punkte |
| ------- | ----- | ------ |
| 1969/70 | 24.   | 808,0  |
| 1970/71 | 07.   | 886,7  |
| 1971/72 | 27.   | 830,6  |
| 1972/73 | 96.   | 210,6  |
| 1973/74 | 11.   | 860,8  |
| 1975/76 | 17.   | 801,8  |
| 1977/78 | 78.   | 194,9  |